# Repce
A repce (Brassica napus)  a káposztafélék (Brassicaceae) családjának Brassica nemzetségébe tartozó lágyszárú, élénksárga virágú tagja, amelyet elsősorban olajban gazdag magja miatt termesztenek. Iparilag fontos növény. 
A magjából olajat sajtolnak (vagy hagyományos, ma már nem használt népi eredetű eljárással olajat ütnek). A gazdasági jelentősége igen megnőtt annak következtében, hogy biodízel előállítására kezdték felhasználni.

## Története
A mediterrán vidékről származik, de az Indus völgyében már i. e. 3000-ben termesztették.
Már az ókorban eljutott Kínába, Japánba, Egyiptomba. Ez azonban valószínűleg a Brassica rapa lehetett.
Európában a 13. századtól állítanak elő repceolajat az olajosmagvú repcéből és más Brassica fajokból. Európai termőterülete később, a gőzhajó megjelenésével nőtt meg jelentősen, mert a hajózásban a repceolaj bizonyult a fémfelületek legjobb kenőanyagának.

## Repcefélék

### Brassica napus
- Brassica napus L. subps. napus (káposztarepce vagy olajrepce csoport)
  - Brassica napus L. subsp. napus forma annua (tavaszi repce)
  - Brassica napus L. subsp. napus forma napus (őszi repce)

- Brassica napus subsp. rapifera (karórépa)

### Brassica rapa
A Brassica rapa egy olyan faj, amelynek számos neve van, köztük a repce is.
- Brassica rapa subsp. campestris – vad réparepce,
- Brassica rapa subsp. oleifera (syn.: Brassica rapa subsp. sylvestris) – réparepce
- Brassica rapa subsp. dichotoma – indiai repce

## Tulajdonságai, jellemzői
Szára kerek keresztmetszetű, egyenesen feláll, majd bokrosan elágazik. A növény 75–125 cm magas lehet.
Levelei kékeszöldek. Az alsó levelek nyelesek, borzasan szőrösek, a felsők kopaszak, szárölelők.
Virágai fürtökben nőnek; az egyes virágok 15–30 mm-esek. A csészénél kétszer hosszabb sziromlevelei jellegzetes élénksárgák. Virágzata felső részén nyíló virágbimbói a már kinyílt virágok fölé emelkednek. Az egyes fajták áprilistól szeptemberig nyílnak.
Termése (Rapae semen), a becő 5–10 cm hosszú, keskeny. Egy-egy becőben 15–40 magot találhatunk. Jó talajerőt és kellő növényvédelmet igényel. Az őszi repcét augusztus végén vetik, június-júliusban aratják. Hazánkban hektáranként mintegy 2-4 (nagyon jó években akár 5) tonna magot terem.
Az 1,5-2,8 mm-es magvak gömbölydedek, simák vagy barázdáltak. Többnyire vörösek, barnák vagy feketék, de egyes típusoké sárga is lehet. A sötét színű magvak éretlenül vörösek. Olajtartalmuk 35-48 sza. %, fehérjetartalmuk 23-25 sza. %, héjtartalmuk 14-19 sza. %. Biológiailag hátrányos glükozinolátokat is tartalmaznak.
Tápanyagokkal jól ellátott talajt igényel.

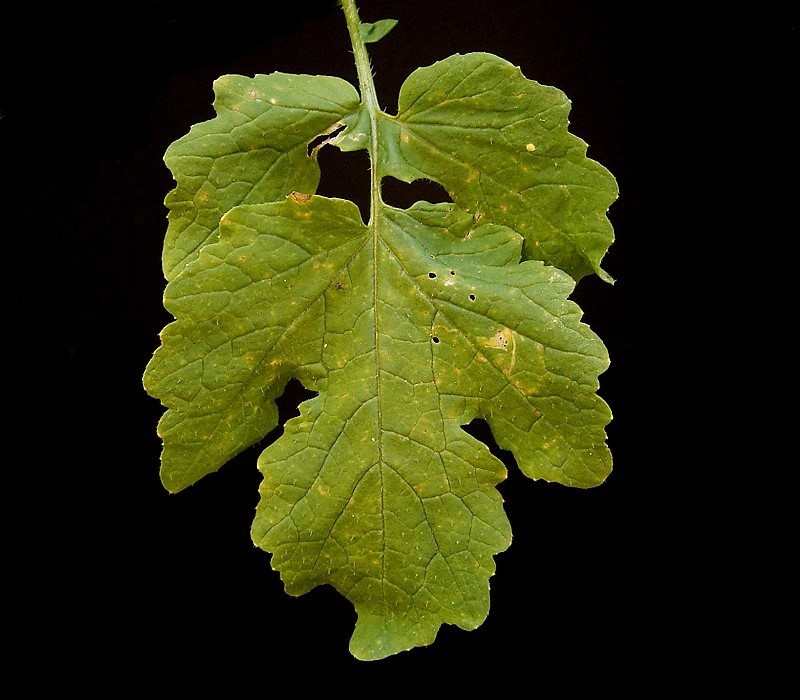
Levél
Virágzat
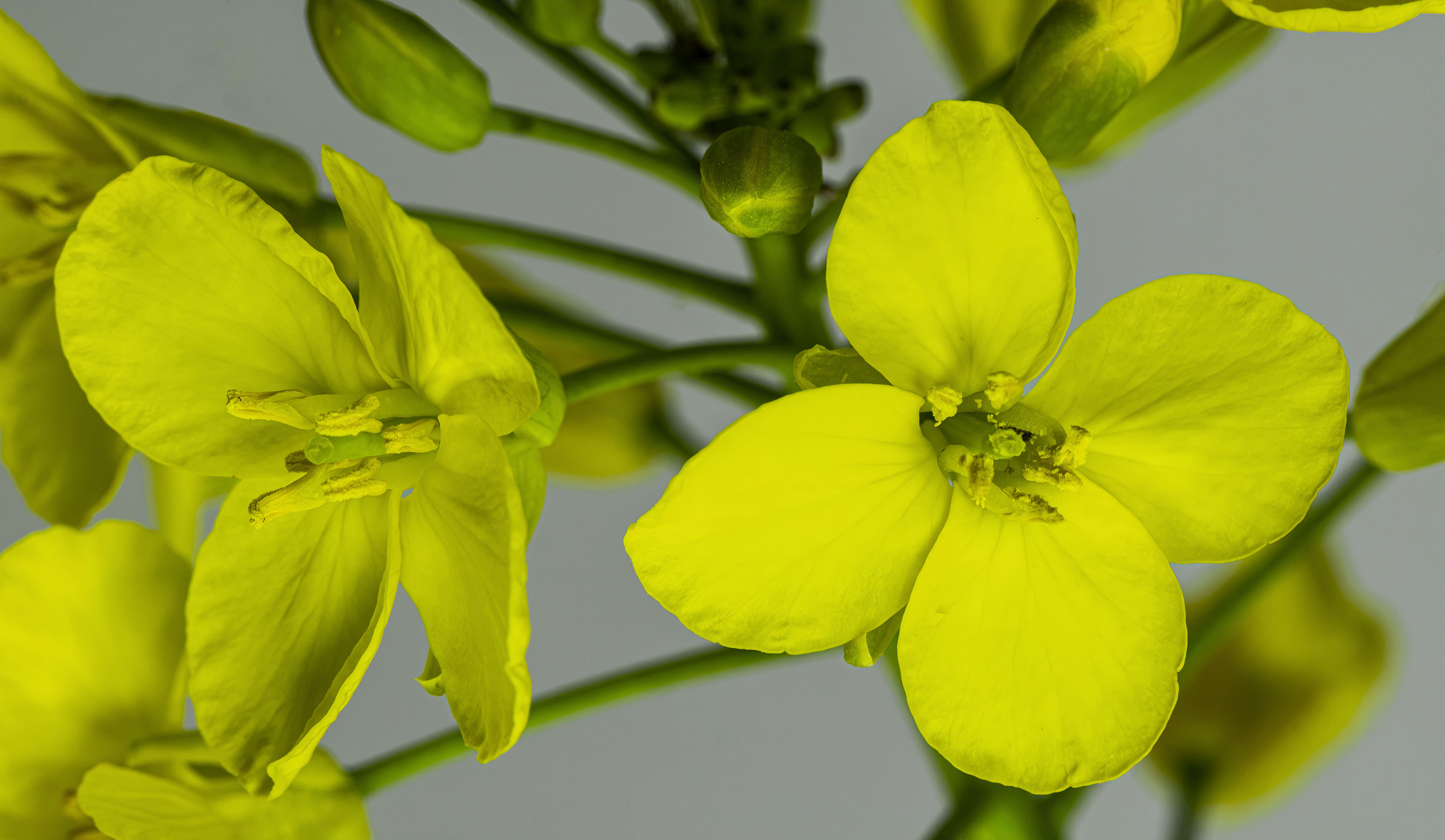
A virágok
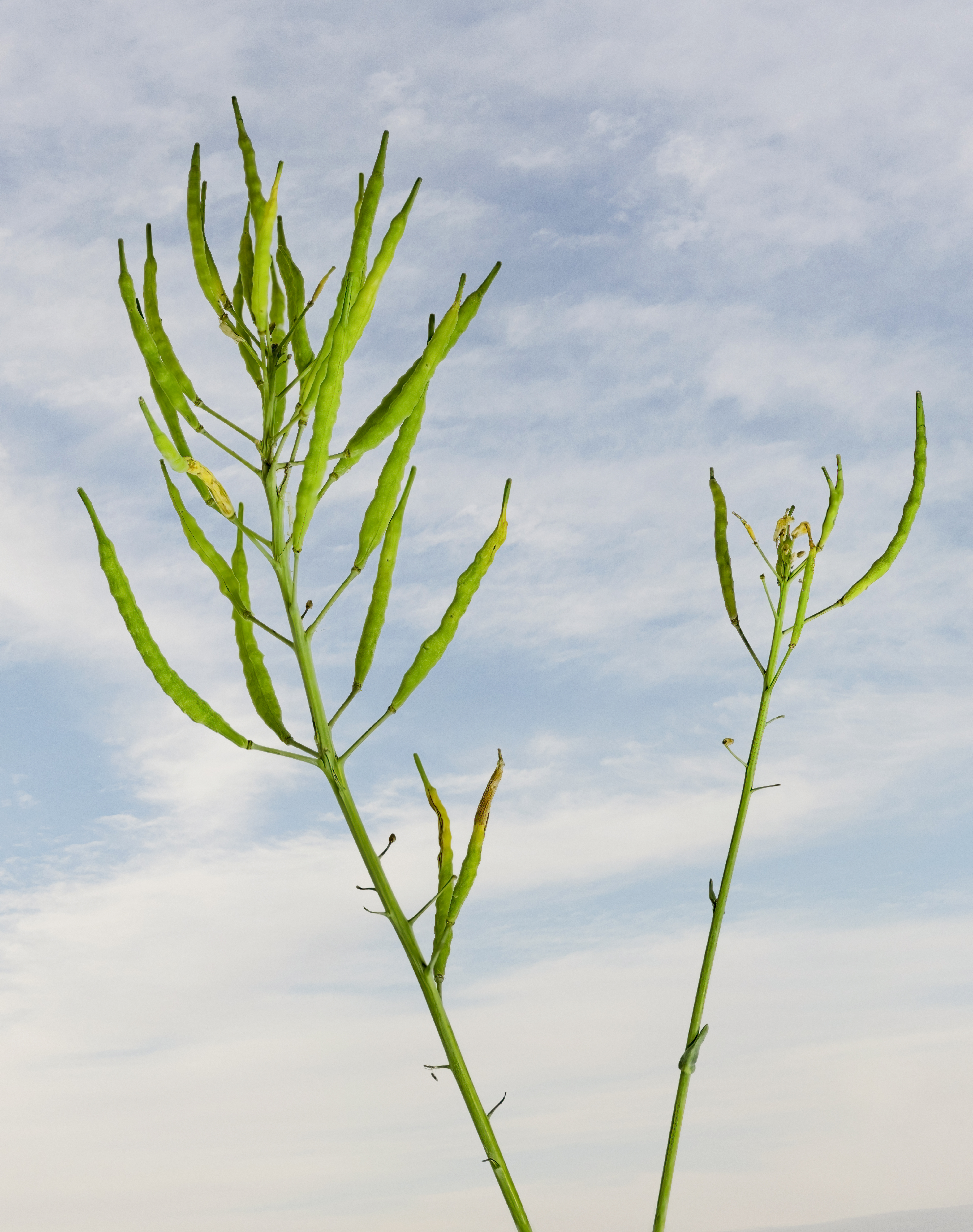
Termés

## Felhasználása

### A repceolaj

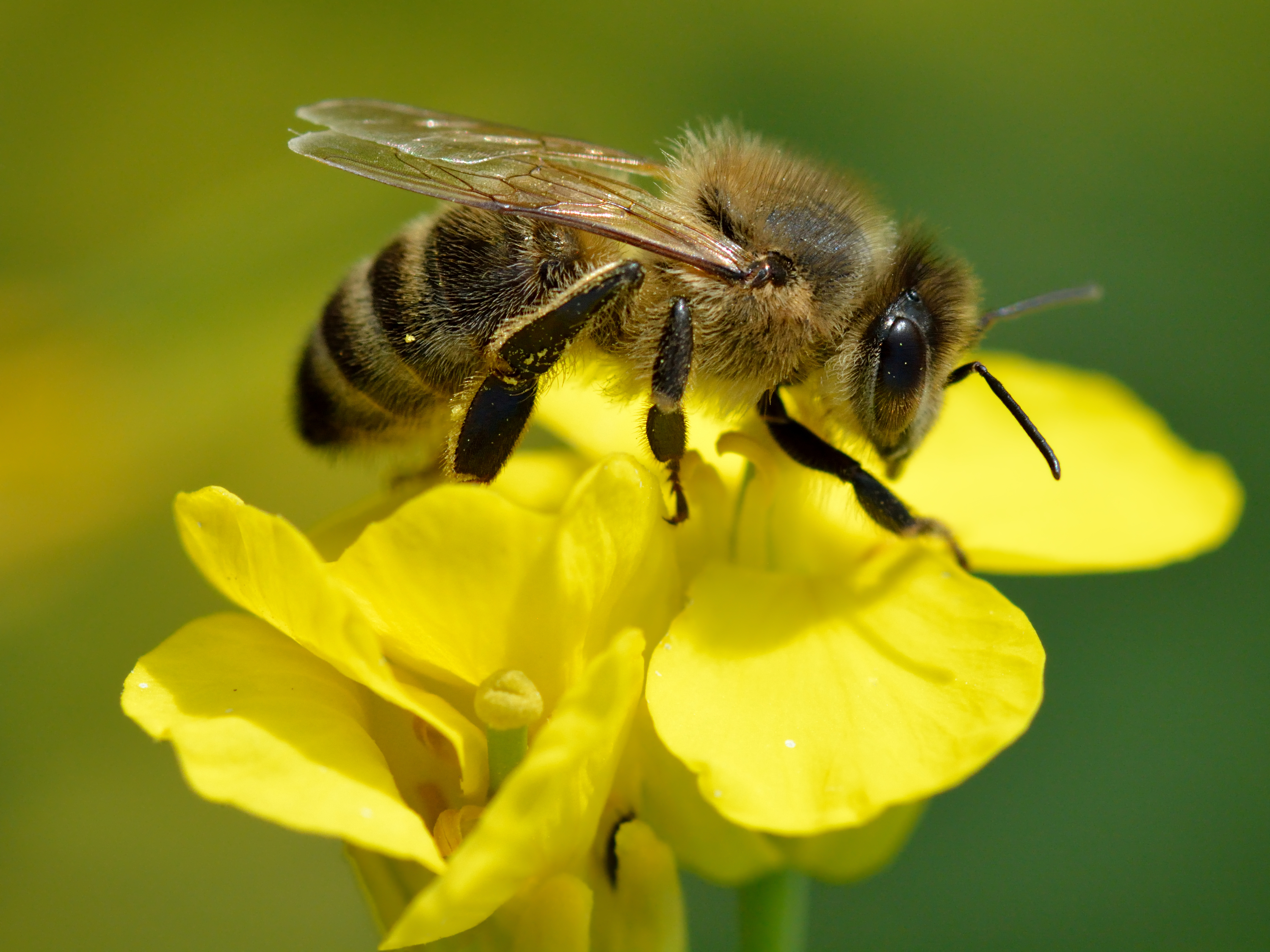
Házi méh (Apis mellifera) repcevirágon

A repceolajat (Rapae oleum raffinatum) főleg két fajtából állítják elő: 
- réparepce (Brassica rapa subsp. oleifera)
- káposztarepce (Brassica napus L. subps. napus)

Magyarországon leginkább a káposztarepce terjedt el. Ennek őszi és tavaszi változata is van, de hazánkban a tavasziak termése bizonytalan. A réparepce gyengébb, homokos talajokon is termeszthető, a káposztarepcénél fagytűrőbb, rövid tenyészidejű, magva apróbb és termése kevesebb. Úgyszintén van őszi és tavaszi változata is.
A repce olajának felhasználásáról már az időszámítás előtti utolsó századokból vannak feljegyzések. Európában a XIII. századtól állítottak elő repceolajat. A világ repceolajtermelése kb. évi 11 millió tonna, a növényi zsiradékok közül a harmadik legtöbb. A biodízel divatja miatt az ennek a divatnak hódoló országokban a kereslet erős felfutása várható. 
Magyarországon a napraforgó után a legjelentősebb olajnövény; évi kb. 150-220 ezer hektáron, 400-600 ezer tonna magot termesztenek, amit az időjárás nagymértékben befolyásol.
A régen általánosan kedvelt fajták magolaja hosszú láncú zsírsavakat, erukasavat (R 22:1), és eikozénsavat (R 20:1) is tartalmaz. E zsírsavak, elsősorban az erukasav lerakódnak az emberi (és állati) szervezetben, ahol nehezen bomlanak le. Megjelennek a szívizomban is, és az  állatkísérletek szerint károsíthatják azt. E hátrányok kiküszöbölése érdekében Kanadában 1965-ben olyan repcefajtákat nemesítettek ki, amelyek olajában nincs se erukasav, se eikozénsav. Ezeket az új fajtákat "nullás repcének" nevezik. Mindkét típusú olaj linol- és linolénsavat tartalmaz. Tokoferol-tartalmuk 600–800 mg/kg. Klorofilltartalmuk zöldesbarnára színezi őket.

### A repcepogácsa
Nagyon tápláló olajgyári hulladék, amelynek hátránya, hogy az állat emésztőszerveiben mustárolajat fejleszt, tehát egy-egy nagy állatnak legfeljebb napi 1–2 kg adható. Rendesen csak marhával és juhval etetik, mivel a sertés húsa és zsírja is rossz ízű lesz tőle.

### A repceméz
Folyékonyan világos színű, de napok alatt hófehér, apró szemcsékké kristályosodik. Krémméz előállítására kiválóan alkalmas, általában a sütőiparban használják fel.
A repceméz pH-ja 3,4-3,5 körüli, az egyik legsavasabb kémhatású méz, viszont szabad savtartalma és összes savtartalma az alacsonyabbak közé tartozik. Sok mézhez képest alacsonyabb savtartalma miatt ajánlják gyomorsavtúltengéses személyeknek.

### Fiatal hajtásai
A koreai gasztronómia a repce hajtásait is felhasználja, jucshe namul néven saláta készül belőle.

## Termesztése
A repce egyik legfontosabb olajnövény a világban. 2021-ben a repcét több mint 60 országban termesztették, és az éves termés mennyisége meghaladta a 71,3 millió tonnát.
A világ legnagyobb repce termelői közé tartozik Kína, Kanada, India, Ausztrália és Németország. Ezek az országok a 2021-es termelésük alapján az első öt helyen álltak. 2021-ben Kína, Kanada és India az éves termés több mint felét (54%) adták a világ repce termelésének.
A repce sokoldalú növény, amelynek számos felhasználási lehetősége van. A repce magjából hidegen sajtolt olajat nyernek, amelyet konyhai célra használnak, illetve az élelmiszeriparban is sokféleképpen felhasználják, például margarinok, salátaöntetek, kekszek és cukrászati termékek előállításához. A repceolajat bioüzemanyagként is hasznosítják. A repcemaglisztet állati takarmányként használják, mivel magas fehérjetartalma és esszenciális zsírsavai kiválóan alkalmasak a baromfi- és sertéstartásra. A repce levelét és szárat is használják, például saláták, spenót vagy brokkoli kiegészítőjeként.
A repce vetésterületeit gyakran használják talajtakaróként, mivel a növény gyökérrendszere segíti a talajerózió megelőzését és a talaj tápanyagellátásának javítását.

## Betegségei, kártevői
Számos betegségre és kártevőre kimondottan érzékeny.

### Legfontosabb betegségei
- A repcebecőrontó (Alternaria brassicae, A. brassicicola) akár 20%-os termésveszteséget is okozhat; a fertőzött magokból kikelt csíranövények elpusztulnak. A becőképződés idején (május végén – június elején) a meleg, párás időjárás kedvez a betegségnek.
- A repcerák kártétele meghaladhatja az 50%-ot; a fertőzött növények elhervadnak. Főleg meleg, csapadékos időben veszélyes. A fehérpenészes szárrothadás hazánkban a repce legjelentősebb betegsége.
- Másik súlyos betegsége a fómás levélfoltosság és a szárrák (Phoma lingam), de ennek hazai előfordulása eddig még nem ismert.

### Legfontosabb kártevői
- A nagy repcebolha (Psylliodes chrysocephala) szinte minden évben okoz kisebb-nagyobb károkat. Lárvája a növény gyökereit, imágója ősszel a kelő repce szikleveleit eszi.
- A repcedarázs (Athalia rosae) egyes évjáratokban ősszel nagy károkat okozhat. A 3-4 leveles repce leveleiből csak a fő- és mellékereket hagyja meg.
- A káposztalepke (Pieris brassicae) fiatal hernyói szabálytalanul átrágják a repce leveleit; súlyos kártételekor tarrágás is előfordul.
- A repceszár-ormányos (Ceutorrhynchus quadridens) imágói a növény leveleit, szárát és a becőket hámozgatják. A lárvák a szárat odvasítják, a károsított szárrész gyakran felhasad.
- A repce fénybogár (Meligethes aeneus) imágója pollenevő, de tojásrakáshoz oldalról belerág a bimbóba, és ezért az leszárad. A lárva a virágrészeken táplálkozik.
- Tavaszi kártevője a mezei pocok (Microtus arvalis).
- A repcét károsító ormányosok közül a legnagyobb kárt a repcebecő-ormányos (Ceutorrhynchus assimilis) okozza.  Lárvájaa a becőben él, és kívülről rágja meg a magkezdeményeket; az imágó tavasszal a növény szárát, a leveleket és a bimbókat furkálja.
- A repcebecő gubacsszúnyog (Dasineura brassicae) lárvái a magkezdeményeket és a becő falát rágják, ami miatt a becő idő előtt felnyílik, és a mag a talajra hull. Egy becőben akár 45–50 lárva is fejlődhet.

A repcebecő-ormányos és a repcebecő gubacsszúnyog együttes magkártétele elérheti a 80–90%-ot.

### A repce gyomosodása
A hagyományos, sűrűn vetett fajták gyomelnyomó képessége jó; ezeknek a gyomosodás kisebb gond. A nagyobb sortávval vetett hibrid káposztarepce a kelés utáni 1-2 hónapban szinte védtelen a gyomokkal szemben. Mivel a talaj felületét nem zárja, főként csapadékos nyárvégen, őszelőn jelenik meg sok gyom a táblákban.

#### Az őszi gyomállomány
– a repcével egyszerre vagy utána csírázó gyomokból áll. Ilyenek:
- pásztortáska (Capsella bursa-pastoris),
- tyúkhúr (Stellaria media),
- árvacsalán fajok (Lamium spp.),
- veronika fajok (Veronica spp.).

#### Ősszel és tavasszal egyaránt csírázó gyomok
- ebszékfű (Matricaria inodora),
- ragadós galaj (Galium aparine),
- pipacs (Papaver rhoeas),
- nagy széltippan (Apera spica-venti),
- pipitér-fajok (Anthemis spp.),
- mezei tarsóka (Thlaspi arvense),
- mezei árvácska (Viola arvensis),
- mezei szarkaláb (Consolida regalis).
- sebforrasztó zsombor (Sisymbrium sophia).

Ideális előveteményei az őszi kalászosok, de utánuk a spontán kelő őszi búza és őszi árpa is kártevő gyomként jelenik meg benne.
A gyomfertőzött területen a repce tavaszi fejlődése lelassul. A becőképzés és az érés időszakában a repce megdőlhet, és az állományban felnőhet az ebszékfű, a pipacs, a ragadós galaj és a nagy széltippan.
A repce vetőmagját hazánkban központilag csávázzák gombaölő és rovarölő szerekkel – utóbbiak a korai kártevők, elsősorban a levélbolhák ellen védenek.